# Пецваль, Йозеф

Оптическая схема объектива Пецваля

Йозеф (Йожеф) Максимилиан Пецваль (венг. Josef Maximilian Petzval; 1807—1891) — венгерский математик, физик и изобретатель, широко известный исследованиями и изобретениями в области оптики; член Австрийской академии наук с 1849 года. Был удостоен ряда иностранных наград.
Считается одним из основоположников геометрической оптики, современной фотографии и кинематографии. Среди его изобретений — «портретный» объектив Пецваля и театральный бинокль, которые используются и сегодня.

## Биография
Родился 6 января 1807 года в городе Спишска-Бела Королевства Венгрия Австрийской империи. В 1801 году его отец женился на Зузане Кройцман (Zuzana Kreutzmann), родившейся в городе Спишска-Бела. В семье было шестеро детей. Отец Йозефа работал учителем в евангелической школе в Спишска-Бела, также был органистом и дирижером. Имея репутацию музыканта, был одарённым механиком.
Первоначально Йозеф учился в начальной школе города Кежмарок и школе города Подолинец. 1 октября 1819 года поступил в среднюю школу города Левоча. Был одним из лучших учеников по латинскому языку, при этом отставал в математике, но через некоторое время ликвидировал этот недостаток. После окончания средней школы обучался два года в лицее города Кошице (с 1823 по 1825 год). После окончания год проработал педагогом у графов Альмашши в Хевеше. С 1826 по 1828 годы учился в Будапештском университете в Буде, получив диплом инженера в 1828 году. В этом же году он поступил в магистратуру университета, став адъюнктом кафедры на физическом факультете в 1831 году. С 1828 по 1835 годы Пецваль одновременно работал в качестве инженера городского хозяйства города Буда. В 1830 году плотина, построенная по его проекту, спасла город от наводнения, вызванного Дунаем. После получения докторской степени в 1832 году, он преподавал как адъюнкт-профессор в университете, где в 1835 году он был назначен профессором по высшей математике. В 1836 году Йозеф Пецваль был приглашен в Венский университет, где возглавил кафедру математики в 1837 году, и работал профессором до 1877 года. Помимо математики, он занимался проблемами механики, баллистики, оптики и акустики.
Учёный жил в заброшенном монастыре на горе Каленберг (нем. Kahlenberg), где основал собственную мастерскую по обработке стекла, изготавливая линзы, позже ставшие всемирно известными. В 1840 году он сконструировал свой знаменитый фотографический объектив. В 1845 году у Пецваля произошел конфликт с предпринимателем Петером Вильгельмом Фридрихом фон Фогтлендером (Peter Wilhelm Friedrich von Voigtländer (1812—1878)) о том, кто имеет право выпускать эти объективы. В 1859 году дом учёного был взломан, а его рукописи — результат многих лет исследований — были уничтожены. Восстановление документов не было возможным, и его выдающаяся рукопись по оптике была навсегда утрачена. С этого момента Йозеф Пецваль занялся акустикой и стал удаляться от общества. Его совместное с производителем оптики Карлом Дицлером (нем. Carl Dietzler) предприятие провалилось (не без участия Фогтлендера) в 1862 году, а сам Дицлер умер в 1872 году.
В 1869 году Пецваль женился на своей домработнице, но она умерла четыре года спустя. В 1877 году он прекратил чтение лекций, удалился в монастырь на Каленберг и стал отшельником — продолжающаяся полемика с Фогтлендером, потеря рукописей и неудачи в бизнесе сделали своё дело.
К концу жизни оказался в бедственном положении и был почти забыт. Был похоронен на Центральном кладбище Вены.

## Память

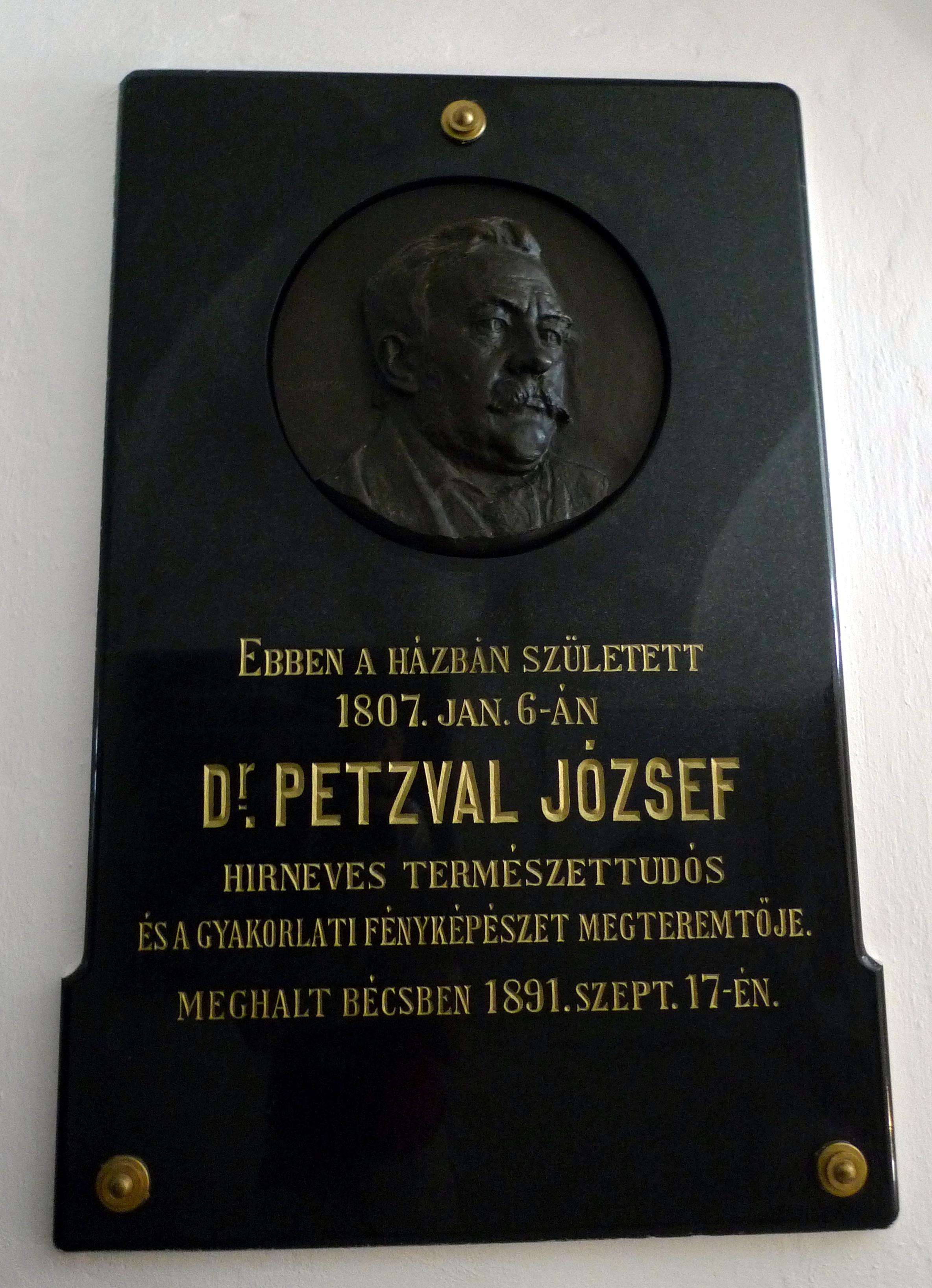
Памятная доска в Спишска-Бела

- В Спишска-Бела в доме, где родился учёный, имеется Музей истории фотографии и кинематографии имени Йозефа Пецваля, являющийся частью Словацкого технического музея (англ. Slovak Technical Museum) в Кошице.
- Его именем назван кратер на обратной стороне Луны.
- Также его именем названа малая планета, открытая в 1980 году (3716 Petzval, 1980 TG).
- В 1928 году Австрийский совет по образованию учредил Petzval Medal, вручаемую за особые достижения в области научной фотографии.
- С Словакии, Австрии и Венгрии имеются улицы, названные в честь Йозефа Пецваля.
- В 2013 году Ломографическое общество с помощью сервиса добровольных пожертвований Kickstarter собрало 1,3 миллиона долларов на выпуск современной версии объектива «New Petzval 2,2/85» для 35-мм фотокамер.